# Broome (Nueva York)
Broome es un pueblo ubicado en el Condado de Schoharie en el estado estadounidense de Nueva York. En el año 2000 tenía una población de 947 habitantes y una densidad poblacional de 8 personas por km².

## Geografía
Broome se encuentra ubicado en las coordenadas 42°30′33″N 74°18′26″O / 42.50917, -74.30722.

## Demografía
Según la Oficina del Censo en 2000 los ingresos medios por hogar en la localidad eran de $32,368, y los ingresos medios por familia eran $40,167. Los hombres tenían unos ingresos medios de $30,500 frente a los $23,750 para las mujeres. La renta per cápita para la localidad era de $16,383. Alrededor del 8.4% de la población estaban por debajo del umbral de pobreza.